# 麻布大学
麻布大学（英語：Azabu University）位于日本神奈川县相模原市中央区渊野边1-17-71，为日本的私立大学，1950年设置，大学简称“麻布大”。麻布大学是首都圈西部大学单位互换协定会的学校之一。
麻布大學的獸醫學部很有名氣，經常都有創新或前瞻性的論文發表，而且還附設有麻布大学獸医学部附属動物病院，為市民的寵物診症。

## 历史
- 1890年，东京兽医讲习所开设。
- 1894年，麻布兽医学校开设。
- 1912年，“麻布兽医畜产学校”改称。
- 1920年，财团法人麻布兽医畜产学校设立。
- 1934年，“麻布兽医专门学校”改称。
- 1944年，“麻布兽医畜产专门学校”改称。
- 1947年，搬迁至现在地神奈川县相模原市。
- 1950年，学制“麻布兽医科大学”开学。
- 1957年，兽医学部兽医学专攻科开设。
- 1960年，大学院兽医学研究科兽医学专攻修士课程开设。
- 1961年，麻布兽医学园渕野边高等学校开校。
- 1962年，大学院兽医学研究科兽医学专攻博士课程开设。
- 1965年，麻布公众卫生短期大学开学。
- 1976年，家畜环境学科（现：动物应用科学科）设置。
- 1978年，环境保健学部·环境保健学科及卫生技术学科开设。兽医学部兽医学专攻科废止。
- 1979年，麻布公众卫生短期大学废止。
- 1980年，“麻布大学”改称。家畜环境学科、环境畜产学科改称。
- 1985年，渕野边高等学校麻布大学附属渕野边高等学校改称。
- 1990年，创立100周年。大学院兽医学研究科兽医学专攻博士课程（4年制）开设。
- 1993年，大学院兽医学研究科动物应用科学专攻修士课程开设。
- 1994年，兽医学部·环境畜产学科、动物应用科学科改组。大学院环境保健学研究科环境保健科学专攻修士课程开设。
- 1995年，大学院兽医学研究科动物应用科学专攻博士（前期·后期）课程开设。
- 1996年，大学院环境保健学研究科环境保健科学专攻博士（前期·后期）课程开设。
- 1998年，环境保健学部·环境保健学科、健康环境科学科改称。
- 1999年，兽医学部环境畜产学科废止。环境保健学部、环境政策学科开设。
- 2003年，大学院环境保健学研究科环境卫生政策专攻修士课程开设。
- 2008年，环境保健学部、生命・环境科学部（临床检查技术学科、食品生命科学科、环境科学科）改组。
- 2014年，麻布大學附屬渕野邊高等學校麻布大學附屬高等學校改稱。

## 院系
- 兽医学部：兽医学科、动物应用科学科
- 环境保健学部：健康环境科学科、卫生技术学科、环境政策学科
- 生命・环境科学部：临床检查技术学科、食品生命科学科、环境科学科

## 大学院
- 兽医学研究科：兽医学专攻、动物应用科学专攻
- 环境保健学研究科：环境保健科学专攻、环境卫生政策专攻

## 校友
- 田泽一二，第3代立川町钉长、农学博士、兽医师
- 更科源藏，诗人
- 増井光子，原恩赐上野动物园、多摩动物公园园长
- 梅川和实，漫画家
- 古賀史生，練馬師（1989至2022年）
- 武宏平，練馬師（1978至2014年）
- 太宰義人，騎師、練馬師（1972至2007年），太宰啟介的父親
- 中村均，練馬師（1978至2019年）
- 松山康久，練馬師（1976至2014年）
- 宮田敬介，練馬師（2020年至今）
- 高桥朋弘
- 伊东利和，作家
- 古濑阳子
- 片川优子，儿童文学作家

## 相关团体
- 麻布大学附属高等学校

## 关连项目
- NHK红白歌合战 - 該校的學生社團「野鳥研究部」在1993年－2002年、2013年、2019年、2021年、2023年的節目中，在錄影現場負責統計會場審查員的票數。